# Kendrick Pinnock
Kendrick Pinnock Colley (Limón, 30 de mayo de 1987) es un futbolista costarricense. Juega de mediocampista y actualmente se encuentra sin equipo

## Clubes
| Club      | País       | Año               |
| --------- | ---------- | ----------------- |
| Limón FC  | Costa Rica | 2010-2012         |
| Herediano | Costa Rica | 2012-2013         |
| Belén FC  | Costa Rica |                   |
| UCR       | Costa Rica | 2014 - Actualidad |

## Palmarés
| Título           | Club                 | Año         |
| ---------------- | -------------------- | ----------- |
| Primera División | Club Sport Herediano | Verano 2013 |